# Photomatix
Photomatiх — семейство программ для генерации и обработки HDR-изображений, разрабатываемое и распространяемое французской компанией HDRSoft sarl (фактически, разработчики базируются в Австралии, Великобритании, Германии, Канаде, Польше и США). Первая коммерческая версия Photomatix, выпущенная в 2003, была первым коммерческим HDR-продуктом. По состоянию на начало 2012 года выпускаются программы Photomatix Pro v. 4.1.4 (полная версия), Photomatix CL (полная версия для запуска с командной строки), плагины для Adobe Photoshop и Aperture, и Photomatics Essentials v. 3 (усечённая версия).
Photomatix Pro работает с исходными файлами в форматах TIFF, JPEG, а также имеет простой встроенный конвертер Raw-файлов. Возможна обработка как серий фотографий, снятых с эксповилкой (с генерацией 32-разрядного HDR-образа), так и одиночных изображений (псевдо-HDR). Преимущества Photomatix перед аналогами, а также HDR-функциями Adobe Photoshop — в скорости генерации сводного HDR-изображения и в эффективных механизмах подавления артефактов-призраков. Недостатки — в ограниченном функционале конвертера RAW-файлов и в качестве отрисовки протяжённых светлых областей кадра, в особенности областей со слабо выраженной текстурой (небо, кожа человека). Photomatix не предназначена для чистовой обработки фотографий для печати или онлайн-публикации — такая обработка производится во внешнем редакторе (Photoshop, GIMP и т. п.).

## История версий
Основной продукт семейства, Photomatix Pro, развился из исходного Photomatix v.1 2003 года. Пользовательский интерфейс и рабочий процесс остаётся практически неизменным с версии 2 2005 года. Начиная с версии v.2.4, HDRSoft принял политику единого лицензионного ключа — одна копия пользовательского ключа позволяет пользователю активировать копии программы, скомпилированные и для Mac, и для Windows. В 2008 году вышли версии v.3 и v.3.1, в 2009 году версия v.3.2. 28 сентября 2010 года вышло последнее, четвёртое поколение (версия v.4.0), 26 июля 2011 — последняя версия, Photomatix Pro v.4.1.
В 2005 году вышла усечённая версия Photomatix Basics. В декабре 2009 года выпуск усечённой версии возобновился под названием Photomatix Light, а с 22 августа 2011 года она выходит под именем Photomatix Essentials (текущая версия — v.3). Плагины для Photoshop выпускаются с 2006 года (текущая версия v.2.1 — c 14 ноября 2011), плагины для Aperture — с апреля 2009 (текущая версия v.2.0 — c 24 августа 2011).

## Рабочий процесс в Photomatix Pro
Рабочий процесс в Photomatix разделён на две части. Вначале, из выбранных пользователем исходных файлов генерируется сводное 32-разрядное изображение с высоким динамическим диапазоном. Оно может быть сохранено в формате RGBE или OpenEXR и вновь загружено в будущем. Затем, пользователь выбирает и настраивает режим (алгоритм) тонального преобразования сводного изображения — в изображение с нормальным (узким) динамическим диапазоном, которое может быть сохранено в 16-разрядном (TIFF) или 8-разрядном (JPEG) формате.

### Загрузка и подготовка исходных файлов

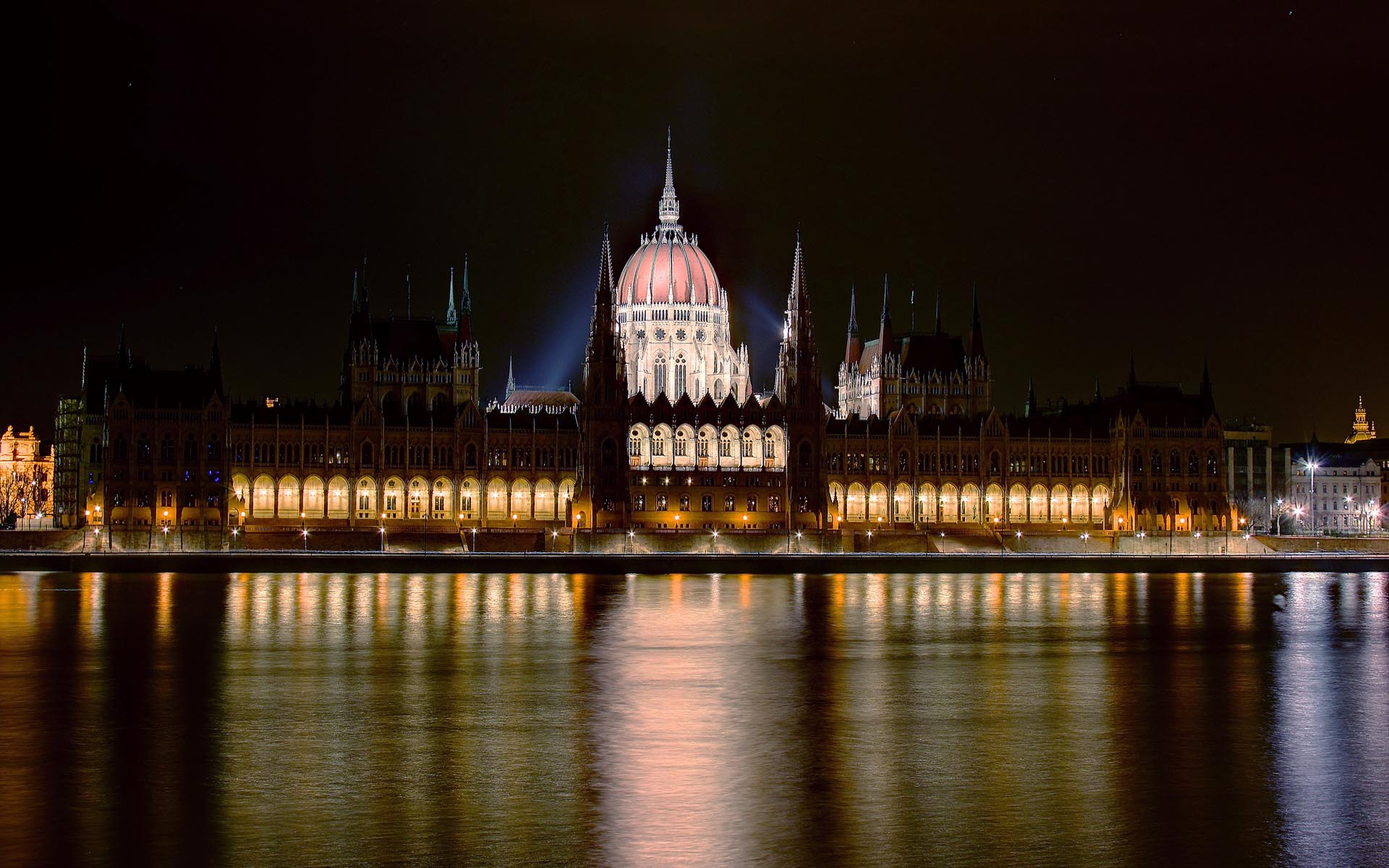
Пример реалистичного HDR, сведённого из девяти исходных фотографий в Photomatix

Photomatix способен обрабатывать исходные изображения в форматах TIFF и JPG и исходные RAW-файлы. Возможности встроенного конвертера ограничены заданием баланса белого и выбором цветового пространства (SRGB, Adobe RGB, ProPhoto RGB). Графические образы, созданные встроенным RAW-конвертером, не сохраняются. Подавление шумов и хроматических аберраций (по выбору пользователя) производятся после конвертации и применяется как к RAW, так и к JPG или TIFF. При использовании внешнего RAW-конвертера HDRSoft рекомендует установить контраст, уровень чёрного и аналогичные регулировки в нулевое (нейтральное) положение и отключить повышение резкости. Шульц рекомендует использовать именно внешние конвертеры в 16-разрядные TIFF-файлы, чтобы устранить оптические аберрации до генерации HDR-изображения.
Если в метаданных исходных файлов содержатся исчерпывающие и непротиворечивые сведения об использованной экспозиции, то Photomatix рассчитывает эксповилку самостоятельно. Если метаданные отсутствуют (использовался объектив, не передающий камере значение диафрагмы) или если они совпадают (используется серия JPG или TIFF-файлов, созданная из единственного RAW-оригинала), то программа оценивает шаг эксповилки и просит пользователя подтвердить её выбор или задать шаг эксповилки вручную.
Важнейший шаг, предшествующий сведению исходных файлов в HDR-образ — выравнивание линейных и угловых сдвигов между отдельными кадрами и устранение двоящихся изображений (артефактов, «призраков»). Сдвиги можно минимизировать, используя надёжный штатив, дистанционное управление затвором и т. п., но «призраки» (движущиеся люди, дрожащие на ветру листья) в реальной жизни неизбежны. Photomatix предоставляет выбор — либо полностью автоматизированное удаление призраков, либо ручное задание областей, в которых следует удалить ненужные артефакты. Реализованные в Photomatix механизмы подавления призраков долгое время не имели себе равных. В 2010 году подавление призраков появилось в Adobe Photoshop CS5, но, по мнению David Girard, ни Adobe, ни конкуренты не смогли достигнуть эффективности Photomatix.
Скорость обработки и сведения исходных изображений в Photomatix высока, но программа не использует возможности современных многоядерных процессоров. По данным Дэвида Жирара (Ars Technica), тестировавшего производительность рабочих станций Mac Pro с двенадцатиядерным Xeon Windmere, Photomatix использует многопоточность при операции подавления шумов, а времяёмкая операция сведения HDR-образа выполняется в одноядерном режиме. Справочно, HDR-модуль Photoshop CS5 вообще не использует многопоточность.

### Тональная обработка

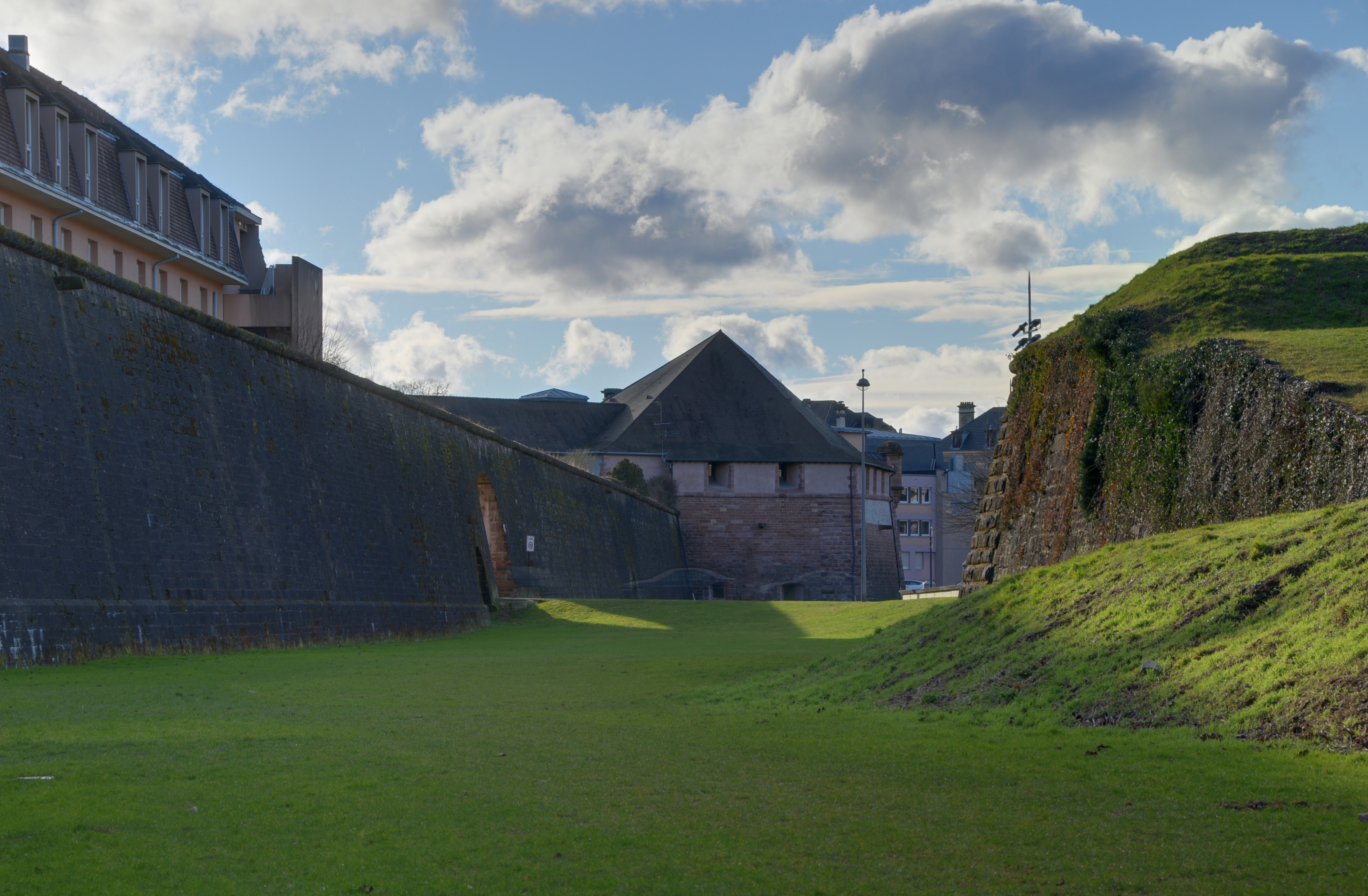
Небо и вообще светлые области кадра — слабое место Photomatix

При обработке серий фотографий, снятых с эксповилкой, Photomatix предлагает на выбор три режима тональной обработки 32-разрядного HDR-файла:
- Тональная компрессия[16] (Compressor, сжатие динамического диапазона).
- Тональное отображение[англ.] методом объединения кадров[16] (Fusion[20]);
- Тональное отображение методом усиления деталей[16] (Detail Enhancer) — основной режим создания фотореалистичных и гиперреалистичных HDR-образов.[21]

Тональная компрессия — линейный «глобальный» оператор (global operator), применяемый равномерно ко всем пикселям изображения. Это наиболее реалистичный режим, удобный в тех случаях, когда надо лишь немного расширить динамический диапазон снимка, не меняя его общей тональности и прорисовки деталей. Тональное отображение — «локальный» оператор: его влияние на каждый пиксель изображения зависит от частотного и яркостного распределения окружающих пикселей и выбранного режима локальной «подсветки». При обработке одиночных фотографий метод объединения кадров не применим (он предполагает доступ к как минимум двум исходным файлам), а режим тональной компрессии сводится к коррекции тональной кривой и цветовой насыщенности, которые доступны практически в любом растровом редакторе.
Пользователь может выбрать один из основных режимов, либо один из двенадцати (для одиночных изображений — семи) типовых пресетов, отображаемых на ленте с миниатюрами. При этом на экране открывается окно настроек для выбранного режима и окно предварительного просмотра, отображаемое в реальном времени. При запуске режимов тонального отображения программа самостоятельно подбирает начальные положения основных настроек, и обычно довольно удачно справляется с гамма-коррекцией снимка. Карр и Коррелл, напротив, рекомендуют начинать обработку любого HDR с выставления общего для всех фотографий усреднённого пакета настроек, который удовлетворительно расширяет динамический диапазон теней при сохранении деталей в светлых областях кадра.
Помимо уменьшенной копии изображения в окне предпросмотра есть и возможность просмотра её фрагмента в масштабе 1:1 (экранная лупа). Ни окно предпросмотра, ни окно экранной лупы не способны точно отобразить результат выбранных настроек. Полноразмерное выходное изображение, генерируемое Photomatix после нажатия кнопки, может существенно отличаться от изображений, создаваемых в режиме предпросмотра. Аналогичный подход использован и в Photoshop.
Алгоритмы, заложенные в Photomatix, наиболее подходят для обработки (осветления) тёмных кадров и кадров с хорошо прорисованными текстурами. Феррелл МакКоллоу пишет, что Photomatix Pro, будучи в целом отлично сбалансированным и простым в использовании продуктом, имеет тенденцию к созданию светлых, «воздушных» выходных изображений с хорошо прорисованными полутонами. Для генерации тёмных, «готических», изображений предпочтительнее FDRTools. Фотограф Марк Джонсон, использующий в своих работах преимущественно Photomatix в режиме усиления деталей, пишет, что слабыми местами Photomatix является отображение неба, кожи человека, белых предметов и вообще светлых областей кадра. Для таких кадров предпочтительней использовать Photoshop. Дэвид Найтингейл пишет, что Photomatix проигрывает Photoshop в реалистичности выходных изображений при обработке серий фотографий с особенно большими динамическими диапазонами.

## Лицензирование, распространение и обновления
Пробные версии всех продуктов можно скачать с сайта HDRSoft без регистрации. Пробные версии не имеют ограничений по функциям и сроку действия, но генерируемые ими файлы содержат практически неустранимые водяные знаки. Для активации пробной версии необходимо приобрести и ввести в окно регистрации лицензионный ключ (распространяются онлайн через дистрибутора Plimus). Один лицензионный ключ может активировать любое количество копий Photomatix (в том числе на ОС Windows и Mac, 32-разрядные или 64-разрядные) при условии, что на всех установленных копиях будет работать только единственный пользователь — владелец ключа. Активация не требует подключения к интернету.
Владельцы лицензионных ключей имеют право на бесплатное обновление до новых версии в течение как минимум 12 месяцев со дня приобретения — как минимум, обновления доступны в период продаж купленной версии (поколения) программы и следующего за ней поколения. Так, по состоянию на февраль 2012 года, право на обновление до текущей версии Photomatix Pro v.4.1 имеют все владельцы лицензионных ключей к v.3 (выпуск с 27 марта 2007) и v.4 (выпуск с 28 сентября 2010).

## Внешние ресурсы
- Фотографии, обработанные Photomatix, на wikimedia commons